# سید علی حسینی (وزنه‌بردار)
علی حسینی عضو سابق تیم ملی پارا وزنه‌ برداری ایران
علی حسینی پس از پارالمپیک ۲۰۱۲ لندن به صورت غیررسمی و در سن ۳۶ سالگی از دنیای قهرمانی خداحافظی کرد و علت را بازکردن جا برای جوانان عنوان کرد؛ اما یک سال بعد به علت خالی بودن وزن در تیم ملی از خداحافظی منصرف شد و مجدداً به صحنه قهرمانی بازگشت.
وی دارای چندین مدال جهانی و پارالمپیک است.

## در پارالمپیک و مسابقات جهانی
وی در پارالمپیک ۲۰۰۸ پکن بعد از ورزشکار مصری به اختلاف وزن بدن به نشان نقره دست یافت. در ضمن در این مسابقه توانست حد نصاب جدیدی به نام خود در وزن ۶۷٫۵ ثبت کند.
همچنین در پارالمپیک ۲۰۱۲ لندن انگلستان با حد نساب ۲۲۵ کیلوگرم بالاتر از وزنه برداران مصر و چین به مقام قهرمانی و نشان طلا نایل آمد.
مسابقات آسیایی و جهانی:
مدال نقره قهرمانی آسیا مالزی ۲۰۰۲
مدال نقره قهرمانی جهان مالزی ۲۰۰۲
مدال طلا قهرمانی آزاد اروپا اسلواکی ۲۰۰۳
مدال طلا بازی‌های آسیای فسپیک مالزی ۲۰۰۶
مدال طلا قهرمانی آزاد اروپا یونان ۲۰۰۷
مدال نقره بازی‌های آسیایی گوانجو ۲۰۱۰
مدال نقره قهرمانی جهان مالزی ۲۰۱۰
مدال طلا قهرمانی جهان شارجه امارات ۲۰۱۱
مدال طلا مسابقات آزاد آسیا اردن ۲۰۱۱
مدال طلا قهرمانی آزاد آفریقا لیبی ۲۰۱۱
مدال نقره مسابقات آزاد اروپا مجارستان ۲۰۱۵
افتخارات داخلی
مدال نقره مسابقات کشوری ۱۳۷۸
مدال طلا مسابقات کشوری ۱۳۷۹
مدال طلا مسابقات کشوری ۱۳۸۰
مدال طلا مسابقات کشوری ۱۳۸۲
مدال طلا مسابقات کشوری ۱۳۸۴
مدال طلا مسابقات کشوری ۱۳۸۶